# Sekhemre Wahkhau Rehotep
Sekhemre Wahkhau Rehotep és un faraó que a la llista reial de Karnak apareix com el primer de la dinastia XVII. És esmentat també a esteles a Coptos i Abidos. El seu nom d'Horus fou Waahankh, el nebti Userenput, l'Horus d'or Wadje; el Nesut-Bity Sekhemre Wakhau i el Sa Ra, Rehotep (Ra està satisfet). El seu fill Ameny es va casar amb una filla de Sebekemsaf II.